# Liste der Kulturdenkmäler in Mörsbach (Zweibrücken)
In der Liste der Kulturdenkmäler in Mörsbach sind alle Kulturdenkmäler im Stadtteil Mörsbach der rheinland-pfälzischen Stadt Zweibrücken aufgeführt. Grundlage ist die Denkmalliste des Landes Rheinland-Pfalz (Stand: 14. März 2023).

## Einzeldenkmäler
| Bezeichnung | Lage              | Baujahr | Beschreibung                                                                  | Bild |
| ----------- | ----------------- | ------- | ----------------------------------------------------------------------------- | ---- |
| Quereinhaus | Talstraße 11 Lage | 1833    | langgestrecktes Quereinhaus, bezeichnet 1833                                  | BW   |
| Wohnhaus    | Talstraße 12 Lage | 1893    | eingeschossiger gründerzeitlicher Putzbau, Wohnteil und Handwerksbetrieb 1893 | BW   |
| Hofanlage   | Talstraße 29 Lage | 1871    | Einfirstanlage, bezeichnet 1871, kleineres Wohnstallhaus bezeichnet 1854      | BW   |